# Aldergrove Beach Rock Festival
Das Aldergrove Beach Rock Festival fand vom Samstag, dem 17., bis zum Montag, dem 19. Mai 1969, in Aldergrove, British Columbia, Kanada, statt. Das dreitägige Rockfestival hatte 25.000 bis 30.000 Besucher. Zu den Musikern und Bands, die auftraten, zählten The New Vaudeville Band, Guitar Shorty, Black Snake und Trooper. Das Festival-Poster warb für „3 days + 2 nights of fun“ mit „25 top rock acts from the Pacific Nor’West“. Der Eintritt kostete 2 $ pro Tag und 5 $ für das gesamte Festival.
Aldergrove liegt im Distrikt Langley, ungefähr 59 km östlich von Vancouver, nahe der Grenze zu den Vereinigten Staaten. Aldergrove Beach war ein Naherholungsgebiet mit Stausee und Badestrand.
Das Aldergrove Beach Rock Festival war eines der ersten großen Open-Air-Rockfestivals des Jahres 1969. Laut dem Musikwirtschaftsforscher Peter Tschmuck wurden am 17. Mai die Besucher des Festivals von einer Biker-Gang bedrängt, so dass berittene Polizei eingreifen musste.